# A Dangerous Man: Lawrence After Arabia
 A Dangerous Man: Lawrence After Arabia ist ein britischer Fernsehfilm von 1992. Er schildert die Erfahrungen von T. E. Lawrence und Emir Faisal auf der Pariser Friedenskonferenz 1919. Zeitlich schließt er damit an David Leans Film Lawrence von Arabien an, der mit der Eroberung von Damaskus 1918 durch die Araber endet.
Der Film ist das Debüt von Ralph Fiennes als Filmschauspieler, der bis dahin ausschließlich Rollen auf dem Theater gespielt hatte.

## Handlung
Zu Beginn des Films spricht Lawrence ein Zitat aus seinem Buch Die sieben Säulen der Weisheit:

„All men dream.
But not equally.
There is a dream by night in a dusty recess of their mind.
Waking the day to find that it is vanity.
But the dreamers of the day are dangerous men.
For they may act their dream with open eyes, to make it possible.
This I did.“

Nach dem Ersten Weltkrieg sollen in Paris die Friedensbedingungen ausgehandelt werden. Führer der arabischen Delegation ist der haschemitische Emir Faisal. T.E. Lawrence, der als englischer Offizier auf der Seite Faisals aktiv am arabischen Aufstand gegen die osmanische Herrschaft beteiligt war, nimmt als Freund, Berater und Dolmetscher Faisals an der Konferenz teil. Lawrence erfreut sich in der Öffentlichkeit dank der Kriegsreportagen des amerikanischen Fotoreporters Lowell Thomas eines fast legendären Rufs als Kriegsheld. Die arabische Delegation hat die Hoffnung, dass die Briten ihr Versprechen, einen unabhängigen arabischen Staat zu akzeptieren, einlösen werden. Eine entsprechende schriftliche Absprache zwischen den Arabern und Großbritannien halten die Briten jedoch unter Verschluss. Verständnis und Sympathie für das Verhandlungsziel der arabischen Seite zeigen die Briten einschließlich Winston Churchill sowie die Amerikaner unter Führung des amerikanischen Präsidenten Woodrow Wilson.
Konservative Briten und die Franzosen verfolgen jedoch das Ziel, den Einfluss auf die Trümmer des osmanischen Reichs unter sich aufzuteilen. Sie beobachten mit Misstrauen alle Handlungen und Schachzüge der arabischen Delegation, insbesondere alle Aktionen von Lawrence. Dass Lawrence sich in den Vordergrund spielt und den Medienrummel in vollen Zügen genießt, missfällt Faisal, und es kommt verstärkt zu Spannungen zwischen den Freunden. Am Ende der Verhandlungen muss Faisal einsehen, dass er in seinen Zielen gescheitert ist, während Lawrence seine Niederlage nicht einsehen will und weiter den Träumen eines unabhängigen arabischen Staates nachhängt.
Eingestreut in den Film sind immer wieder Szenen, die Lawrence beim Schreiben seines Buchs zeigen.

## Produktion
Der Film wurde 1990 produziert. Gedreht wurde er in den Sands Studios in Rotherhithe, London, durch Enigma TV Prods. für Anglia Films.
Ausgestrahlt wurde er erstmals am 18. April 1992 auf ITV networks.
Musik:
- Edward Elgar: Pomp and Circumstance March No.1
- Alfredo D’Ambrosio: Canzonetta. Arrangiert von Michel Sanvoisin
- Ernest Chausson: Streichquartett in c-moll, op. 35.

## Kritiken
Chris Willman, der Filmkritiker der Los Angeles Times, schreibt, dass der Film weniger das Porträt eines Kriegshelden entwerfe, sondern Lawrence im Angesicht seiner Feinde – der Diplomaten und Politiker – zeige. Der Film zeige, wie in verqualmten Räumen in Paris die Bühne für das Chaos bereitet wurde, das heute im Nahen Osten herrsche. Fiennes gebe einen sensibleren Lawrence als die heroische Figur des Lawrence Peter O’Tooles: selbstgefällig, mit verschwitzter Stirn und mit einem schwindenden Realismus in Bezug auf seine staatsmännischen, proarabischen Bestrebungen.
John O’Connor von der New York Times ist der Meinung, der Film sei authentischer als der von David Lean, was sein Verständnis für Nichtexperten zweifellos schwieriger mache. Ihn zu verstehen sei fast so kompliziert wie der Mann selbst. Fiennes spiele Lawrence mit bemerkenswerter Subtilität. Schon in der ersten Szene beim Anschauen einer alten Filmreportage aus dem arabischen Aufstand zeige sich die Ambivalenz seiner Natur, und seine wahre Seele werde blitzartig enthüllt. Beide Hauptdarsteller, Fiennes und Siddig, spielten großartig und mitreißend in einem Sturzbach rasch wechselnder Emotionen (riding a torrent of rapidly changing emotions), oft ohne ein Wort zu sagen. Tim Rose Prices Drehbuch mische geschickt die Weltereignisse und die Ereignisse im Leben des Protagonisten. Je mehr man über die Zeit und das Geschehen wisse, umso mehr schätze man diesen bemerkenswert schönen Film.